# Floral Shoppe
Floral Shoppe (フローラルの専門店?, Furōraru no senmon-ten) è un album della compositrice di musica elettronica americana Ramona Andra Xavier (con lo pseudonimo di Macintosh Plus, utilizzato solo in occasione della pubblicazione di Floral Shoppe). Fu uno dei primi album appartenenti al genere vaporwave ad aver riscosso successo su Internet. Da quel momento, Floral Shoppe è stato considerato da vari critici come l'album più rappresentativo del genere Vaporwave.

## Contesto e composizione
Il soprannome con cui Ramona Xavier pubblicò Floral Shoppe fu "Macintosh Plus", proprio come l'omonimo computer. L'album è frequentemente citato come un ottimo esempio del genere vaporwave, insieme ad altre opere di altri artisti e pubblicati dalla casa discografica Beer on the Rug. Prima di Floral Shoppe, Ramona aveva già prodotto varie opere di genere Chillwave e vaporwave sotto vari pseudonimi, tra cui Vektroid, Laserdisc Visions, dstnt, e New Dreams Ltd. Il giornalista Adam Harper della rivista "Dummy" ha descritto le tracce dell'album come un misto di soul tritato e modificato e di melodie pubblicitarie. La produzione di Ramona Xavier è caratterizzata dal suo utilizzo di pezzi di melodie Soul di genere "Adult contemporary", le quali vengono però allungate e messe in loop dall'artista al punto da far descrivere il suo stile come "Chopped and Screwed che incontra l'AOR, il synth funk, l'R&B contemporaneo e la musica new-age". Ramona assume un approccio insolito al sampling (ovvero la raccolta di pezzi di composizioni pre esistenti) delle tracce in Floral Shoppe, caratterizzato da voci rallentate fino a diventare versi incomprensibili, andamenti sfasati a capriccio, e frammenti di canzoni incollati tra loro a tempi contrastanti. Tra le opere sottoposte al sampling per la realizzazione dell'album sono incluse diverse canzoni dall'album Worldwide (pubblicato nel 1993 dal gruppo new-age Dancing Fantasy), varie canzoni funk e R&B anni 80 e la soundtrack per il videogioco Turok Dinosaur Hunter del 1997.
La seconda traccia dell'album, ovvero "リサフランク420 / 現代のコンピュー" (Lisa Frank 420 / Modern Computing), è quasi diventata sinonimo del termine "vaporwave" nel linguaggio di Internet. La traccia aveva oltre 40,5 milioni di visualizzazioni su YouTube, prima di venire cancellata il 27 aprile 2018 per ragioni di copyright.

## Pubblicazione
Floral Shoppe venne pubblicata in formato digitale sul music store di Bandcamp di Ramona Xavier, da parte dell'etichetta indipendente Beer on the Rug. Tutti i titoli delle tracce sono scritti in giapponese . L'album acquisì una popolarità non indifferente su Internet, fino a diventare "l'album vaporwave più discusso su Internet". Successivamente Beer on the Rug annunciò anche una ripubblicazione dell'album in musicassette C44. Tale edizione, limitata a solo 100 copie, include due tracce bonus non presenti nell'edizione digitale e anche un codice per scaricare quest'ultima. Inoltre alcune canzoni della versione limitata sono modificate e/o in dissolvenza, mentre "Library" e "Mathematics" si presentano con un andamento più lento rispetto alle rispettive versioni digitali. In seguito Ramona Xavier lanciò anche una linea di canotte e felpe con raffigurata una variante della copertina di Floral Shoppe.
Il 6 agosto 2017, l'etichetta newyorkese Olde English Spelling Bee annunciò una versione ufficiale in vinile di Floral Shoppe. Il disco è di colore rosa e contiene le stesse tracce della versione in musicassetta. Veniva inclusa col vinile anche un poster pieghevole e un download per la copia digitale dell'album, la quale includeva anche una traccia bonus non pubblicata in precedenza e presente solo in versione digitale.

## Critica
| Recensione   | Giudizio |
| ------------ | -------- |
| Sputnikmusic |          |

Floral Shoppe  incontrò pareri contrastanti, sia da parte della critica professionale che dagli ascoltatori casuali, venendo sia elogiato che criticato per la rivisitazione [di Ramona Xavier] senz'anima della muzak. Jonathan Dean di Tiny Mix Tapes scrisse in favore di Floral Shoppe, citando l'album come "una delle migliori opere della scena vaporwave, una serie di stranianti ma intense manipolazioni di diverse tracce audio, che costruisce attentamente il proprio spazio meditativo tramite l'attento utilizzo e alla defamiliarizzazione di elementi pregni di ricordi". Stephen Purcell di Noise elogiò l'album come uno dei migliori album dell'anno e scrisse: "È allucinante, è innovativo e, dato che è fatto così bene, è soprattutto degno di riconoscimento".
Avendo dato all'album un voto di 5 stelle piene, Adam Downer di Sputnikmusic lo descrive come "costantemente e piacevolmente inquietante" e come un "bellissimo album che è sia rassicurante che strano, sia nostalgico che futuristico, sia bizzarro che estremamente semplice."

Nella classifica di fine anno dell'annuale "Pazz & Jop", amministrata da The Village Voice, l'album ricevette due voti. Miles Bowe di Perfect Sound Forever citò Floral Shoppe come uno dei migliori album dell'anno. Venne anche nominato come sesto miglior album dell'anno da Tiny Mix Tapes, dal suo recensore James Parker, secondo cui l'album "scivolò indistintamente tra un puro piacere poppeggiante all'incorniciatura ironica di quel piacere, con la presenza dell'artista a tratti a malapena distinguibile e ad altri drammaticamente messa in primo piano". Confermando il peso di Floral Shoppe sul genere vaporwave, avendolo considerato l'apice del genere, Parker scrisse:

## Tracce
| Versione originale | Versione originale                                                                                         | Versione originale                           | Versione originale |
| No.                | Titolo | Traccia da cui è stata ricavata              | Durata             |
| ------------------ | --- | -------------------------------------------- | ------------------ |
| 1.                 | "Booting" (ブート Būto)                                                                                    | "Tar Baby" by Sade (1985)                    | 3:24               |
| 2.                 | "Lisa Frank 420 / Modern Computer" (リサフランク420 / 現代のコンピュー Risafuranku 420 / gendai no konpyū) | "It's Your Move" by Diana Ross (1984)        | 7:20               |
| 3.                 | "Flower Shoppe" (花の専門店 Hana no Senmon-ten)                                                            | "If I Saw You Again" by Pages (1978)         | 3:55               |
| 4.                 | "Library" (ライブラリ Raiburari)                                                                           | "You Need a Hero" by Pages (1981)            | 2:43               |
| 5.                 | "Geography" (地理 Chiri)                                                                                   | "Underwater Theme" by Darren Mitchell (1997) | 4:46               |
| 6.                 | "Chill Divin' with ECCO" (ECCOと悪寒ダイビング ECCO to Okan Daibingu)                                      | "Déjà Vu" by Dancing Fantasy (1993)          | 6:42               |
| 7.                 | "Mathematics" (数学 Sūgaku)                                                                                | "Worldwide" by Dancing Fantasy (1993)        | 6:54               |
| 8.                 | "Foreign Banks Aviation" (外ギン AVIATION Soto Gin AVIATION)                                               | "Hang Loose" by Dancing Fantasy (1993)       | 1:14               |
| 9.                 | "Te" (て)                                                                                                  |                                              | 2:16               |
| 10.                | "Moon" (月 Tsuki)                                                                                          | "I Only Have Eyes for You" by Zapp (1985)    | 6:14               |
| 11.                | "Seabed" (海底 Kaitei)                                                                                     | "Sleeping Pill" by Jamie Foxx (2010)         | 2:18               |
| Durata totale:     | Durata totale:                                                                                             | Durata totale:                               | 47:47              |

| Versione in musicassetta e vinile | Versione in musicassetta e vinile                                                                          | Versione in musicassetta e vinile            | Versione in musicassetta e vinile |
| No.                               | Titolo | Traccia da cui è stata ricavata              | Durata                            |
| --------------------------------- | --- | -------------------------------------------- | --------------------------------- |
| 1.                                | "Booting" (ブート Būto)                                                                                    | "Tar Baby" by Sade (1985)                    | 3:21                              |
| 2.                                | "Lisa Frank 420 / Modern Computer" (リサフランク420 / 現代のコンピュー Risafuranku 420 / gendai no konpyū) | "It's Your Move" by Diana Ross (1984)        | 7:12                              |
| 3.                                | "Flower Shoppe" (花の専門店 Hana no Senmon-ten)                                                            | "If I Saw You Again" by Pages (1978)         | 3:18                              |
| 4.                                | "Library" (ライブラリ Raiburari)                                                                           | "You Need a Hero" by Pages (1981)            | 2:47                              |
| 5.                                | "Geography" (地理 Chiri)                                                                                   | "Underwater Theme" by Darren Mitchell (1997) | 4:38                              |
| 6.                                | "Chill Divin' with ECCO" (ECCOと悪寒ダイビング ECCO to Okan Daibingu)                                      | "Déjà Vu" by Dancing Fantasy (1993)          | 6:23                              |
| 7.                                | "Mathematics" (数学 Sūgaku)                                                                                | "Worldwide" by Dancing Fantasy (1993)        | 7:31                              |
| 8.                                | "Standby" (待機 Taiki)                                                                                     | "Give It Up" by Sade (1993)                  | 2:28                              |
| 9.                                | "I Am Pico" (ピコ "Piko")                                                                                  | "Carioca Groove" by Dancing Fantasy (1993)   | 2:03                              |
| 10.                               | "Foreign Banks Aviation" (外ギン AVIATION Soto Gin AVIATION)                                               | "Hang Loose" by Dancing Fantasy (1993)       | 1:14                              |
| 11.                               | "Te" (て)                                                                                                  |                                              | 2:02                              |
|                                   | |                                              |                                   |